# Alkalide
Een alkalide is een chemische verbinding waarin een alkalimetaal voorkomt als anion, een negatief geladen ion met een lading of oxidatiegetal van (-1). Tot in de jaren 70 van de 20e eeuw, toen de eerste alkalides beschreven werden, waren alkalimetalen in de zoutchemie alleen bekend als kationen met een lading of oxidatiegetal van (+1).
Alkalides zijn theoretisch interessant ten gevolge van hun ongebruikelijke stoichiometrie en lage ionisatiepotentiaal. Alkalides zijn chemisch verwant aan elektrides, zouten waarin ingevangen elektronen de plaats innemen van anionen.

## "Normale" alkalimetaalverbindingen
Alkalimetalen vormen een groot aantal welbekende zouten, waarbij de rol van natrium in natriumchloride, keukenzout {\displaystyle {\ce {(NaCl)}}}, exemplarisch is voor die van de alkalimetalen in deze groep verbindingen. In de verhoudingsformule van deze ionogene verbinding wordt duidelijk gemaakt dat de positieve lading van het natrium-ion gecompenseerd wordt door de negatieve lading van het chloride-ion: {\displaystyle {\ce {(Na^{+}Cl^{-})}}}. De traditionele verklaring voor een stabiel {\displaystyle {\ce {Na^{+}}}}-ion is dat het verlies van 1 elektron van metallisch natrium tot gevolg heeft dat er een (nieuwe, lagere) stabiele valentieschil ontstaat die volledig bezet is. Het eenwaardig positief zijn van het ion is een bijkomend verschijnsel.
Inverse metallische zouten zullen moeilijk te vormen zijn ten gevolge van de hoge reactiviteit van het alkalide. Als voorbeeld: het inverse zout van natriumchloride, chloraniumnatride {\displaystyle {\ce {(ClH2^{+}Na^{-})}}}, zou heel moeilijk te maken zijn, zowel door de hoge elektrofiliteit van het chloraniumdeeltje als het sterk reducerende vermogen van het natride.

## Nomenclatuur
Van de volgende alkalimetalen zijn alkalides bekend:
- Natride, {\displaystyle {\ce {Na^{-}}}}
- Kalide, {\displaystyle {\ce {K^{-}}}}
- Rubidide, {\displaystyle {\ce {Rb^{-}}}}
- Caeside, {\displaystyle {\ce {Ce^{-}}}}

Van de andere alkalimetalen zijn nog geen (anno 2014) alkalides beschreven:
- Lithide, {\displaystyle {\ce {Li^{-}}}}
- Francide, {\displaystyle {\ce {Fr^{-}}}}

## Voorbeelden
Normaal gesproken zijn alkalides thermisch instabiel ten gevolge van de hoge reactiviteit van het alkalide-ion die (theoretisch) voldoende is om bijna elke covalente band te breken, inclusief de koolstof-zuurstof-binding zoals die voorkomt in veel gebruikte cryptanden of kroonethers. De introductie van amine-houdende cryptanden opende de weg naar kalides en natrides die bij kamertemperatuur stabiel zijn.
Er zijn verschillende alkalides gesynthetiseerd:
- Een verbinding waarin waterstof-ionen gevangen zitten in de kooistructuur van adamanzaan, bekend als waterstofnatride of "inverse natrium hydride" (waterstofnatride, {\displaystyle {\ce {H^{+}Na^{-}}}}), is waargenomen.[7]
- Natrium-crypt natride, [Na(cryptand[2.2.2])]+Na−, is beschreven. Dit zout bevat zowel een {\displaystyle {\ce {Na^{+}}}} als een {\displaystyle {\ce {Na^{-}}}}-ion. De cryptand isoleert en stabiliseert het {\displaystyle {\ce {Na^{+}}}}-ion zodat dit niet gereduceerd kan worden door het {\displaystyle {\ce {Na^{-}}}}-ion.
- Bariumazacryptand-natride, {\displaystyle {\ce {Ba^{2+}[H5Azacryptand[2.2.2]]^{-}Na^{-}.2 CH3NH2}}}, is gesynthetiseerd.[5]

Dimerenvan kationisch en anionisch natrium zijn waargenomen.